# Ephedra brevifoliata
Ephedra brevifoliata är en kärlväxtart som beskrevs av Ahmad Ghahreman. Ephedra brevifoliata ingår i släktet efedraväxter, och familjen Ephedraceae. Inga underarter finns listade i Catalogue of Life.